# Moëed
De Seder Moëed (Hebreeuws: מועד) is de tweede en derde kortste van de zes Ordes (Sedarim) van de Misjna. De letterlijke Nederlandse vertaling van Seder Moëed is "Orde van de Jaargetijden." De Seder handelt over de voorschriften omtrent de bijzondere dagen in het jaar.
De Seder Moëed telt 12 traktaten (Masechtot):
1. Sjabbat (שבת, Sjabbat) - dit traktaat handelt over de wetten omtrent de Sjabbat en dan met name de 39 verboden werkzaamheden op de Sjabbat. Dit traktaat telt 24 hoofdstukken.
2. Eroevien (ערובין, Vermengingen) - over de middelen om de grenzen, waarbinnen men zich op Sabbat bewegen en voorwerpen vervoeren mag (Eroew), uit te breiden[2]. Dit tractat telt 10 hoofdstukken.
3. Pesachiem (פסחים, Paasoffers) - dit traktaat handelt over de voorschriften omtrent het Paasfeest alsook rond het Paasoffer. 10 hoofdstukken.
4. Sjekaliem (שקלים, Sikkelen) - over de belasting van een halve sjekel per hoofd van een gezin die moest worden opgebracht voor de onderhoud van de Tempel. Daarnaast enkele mededelingen omtrent de Tempelinventaris[2] (Ex. 30:11vv). Dit traktaat telt 8 hoofdstukken.
5. Joma (יומא, De Dag) - dit traktaat beschrijft de voorschriften omtrent de Grote Verzoendag en in het speciaal de dienst verricht door de hogepriester. 8 hoofdstukken.
6. Soeka (סוכה, Hut) - voorschriften omtrent het Loofhuttenfeest en de loofhut zelf (Lev. 23:34vv., Num. 29:12vv., Deut. 16:13vv.). 5 hoofdstukken.
7. Beetsa (ביצה, Ei) of Yom Tov (Feestdag) - dit traktaat handelt over algemene voorschriften met betrekking tot feestdagen. Dit traktaat telt 5 hoofdstukken.
8. Rosj Hasjana (ראש השנה, Nieuwjaarsfeest) - dit traktaat handelt over de vaststelling van de Nieuwemaandsdagen en de viering van Rosj Hasjana ("Nieuwjaarsfeest") (Lev. 23:24v., Num. 29:1vv.). 4 hoofdstukken.
9. Taäniet (תענית, Vastendag) - handelt vooral over de speciale vastendagen in tijden van droogte en andere bijzondere (weers)omstandigheden. Dit traktaat telt 4 hoofdstukken.
10. Megilla (מגילה, Rol) - over de voorschriften betreffende het voorlezen van de rol van Esther op het Poerimfeest en het voorlezen van teksten uit de Thora ("Wet") en Neviim ("Profeten") in de Synagoges. Dit traktaat telt 4 hoofdstukken.
11. Moëed Katan (מועד קטן, Halffeest) - dit traktaat gaat vooral over voorschriften tussen de eerste en de laatste dagen van het Paasfeest en het Loofhuttenfeest[3]. 3 hoofdstukken.
12. Chagiga (חגיגה, Feestviering of Feestoffers) - over de voorschriften met betrekking tot de pelgrimages naar Jeruzalem voor de viering van de drie hoogfeesten (Pesach, Sjavoeot en Soekot) in de Tempel aldaar. Dit traktaat telt 3 hoofdstukken.

De Jeruzalemse Talmoed kent Gemara voor iedere traktaat. Bij de Babylonische Talmoed ontbreekt alleen Gemara bij het traktaat Sjekaliem. Veel uitgaven van de Babylonische Talmoed bevatten echter het traktaat Sjekaliem met de Gemara van de Jeruzalemse Talmoed.
In de Babylonische Talmoed kent een andere volgorde dan in de Jeruzalemse Talmoed: Sjabbat, Eroevien, Pesachiem, Beetsa, Chagiga, Moëed Katan, Rosj Hasjana, Taäniet, Joma, Soeka, Sjekaliem en Megilla. In de Jeruzalemse Talmoed is de volgorde: Sjabbat, Eroevien, Pesachiem, Joma, Sjekaliem, Soeka, Rosj Hasjana, Beetsa, Taäniet, Megilla, Chagiga en Moëed Katan.